# Tòa án nhân dân cấp cao tại Hà Nội
Tòa án nhân dân cấp cao tại Hà Nội là một trong các tòa án nhân dân cấp cao tại Việt Nam. Tòa án này có thẩm quyền theo lãnh thổ đối với 28 tỉnh, thành phố gồm Hà Nội, Hải Phòng, Hòa Bình, Phú Thọ, Tuyên Quang, Hà Giang, Thái Nguyên, Cao Bằng, Bắc Kạn, Lào Cai, Yên Bái, Lạng Sơn, Sơn La, Lai Châu, Điện Biên, Vĩnh Phúc, Hưng Yên, Hải Dương, Bắc Ninh, Bắc Giang, Hà Nam, Quảng Ninh, Thái Bình, Nam Định, Ninh Bình, Thanh Hóa, Nghệ An và Hà Tĩnh.

## Lịch sử
Tòa nhân dân cấp cao tại Hà Nội thành lập trên cơ sở Tòa phúc thẩm Tòa án nhân dân tối cao tại Hà Nội vào ngày 28/5/2015 (Nghị quyết số 957/NQ-UBTVQH13 ngày 28/5/2015 của Ủy ban Thường vụ Quốc hội).
Khi thành lập, tòa án này có thẩm quyền theo lãnh thổ đối với 28 tỉnh, thành phố trực thuộc trung ương của Việt Nam từ Hà Tĩnh trở ra bắc gồm Hà Nội, Hải Phòng, Hòa Bình, Phú Thọ, Tuyên Quang, Hà Giang, Thái Nguyên, Cao Bằng, Bắc Kạn, Lào Cai, Yên Bái, Lạng Sơn, Sơn La, Lai Châu, Điện Biên, Vĩnh Phúc, Hưng Yên, Hải Dương, Bắc Ninh, Bắc Giang, Hà Nam, Quảng Ninh, Thái Bình, Nam Định, Ninh Bình, Thanh Hóa, Nghệ An và Hà Tĩnh. Tổng số biên chế là 192 người.
Tòa án nhân dân cấp cao chính thức hoạt động từ ngày 1 tháng 6 năm 2015.

## Trụ sở
Trụ sở tòa án đặt tại số ngõ 1 Phạm Văn Bạch, phường Yên Hòa, Quận Cầu Giấy, thành phố Hà Nội.

## Nhân sự hiện nay
- Chánh án: Nguyễn Xuân Tĩnh (nguyên Vụ trưởng Vụ Giám đốc, kiểm tra về hình sự, hành chính - TAND Tối cao)
- Các Phó Chánh án:
  1. Chu Thành Quang (nguyên Chánh án TAND tỉnh Hà Giang)
  2. Trần Văn Tuân (nguyên Trưởng Ban Thư ký TAND Tối cao)
  3. Nguyễn Thế Lệ (nguyên Chánh án TAND tỉnh Lạng Sơn)
  4. Hồ Đình Trung (nguyên Chánh án TAND tỉnh Nghệ An)
  5. Nguyễn Hồng Nam (nguyên Chánh án TAND tỉnh Sơn La)

- Ủy ban Thẩm phán gồm 13 người:
  1. Nguyễn Xuân Tĩnh
  2. Chu Thành Quang
  3. Trần Văn Tuân
  4. Nguyễn Thế Lệ
  5. Hồ Đình Trung
  6. Nguyễn Hồng Nam
  7. Ngô Tự Học - Chánh Tòa Hình sự
  8. Vũ Minh Tuấn - Chánh Tòa Dân sự
  9. Nguyễn Văn Sơn - Chánh Tòa Kinh tế
  10. Nguyễn Thị Thanh Xuân - Chánh Tòa Gia đình & Người chưa thành niên
  11. Thái Duy Nhiệm - Chánh Tòa Lao động
  12. Nguyễn Văn Cường - Chánh Tòa Hành chính
  13. Nguyễn Hải Thanh - Phó Chánh Tòa Dân sự

## Lãnh đạo qua các thời kì

### Phó Chánh án
1. Nguyễn Thị Thanh Thủy (Nguyên Tổng biên tập Tạp chí Tòa án nhân dân)
2. Nguyễn Văn Tiến
3. Ngô Tiến Hùng (Chánh tòa Lao động TAND tối cao), Phó Chánh án Tòa án nhân dân cấp cao tại Hà Nội nhiệm kỳ 12 tháng 8 năm 2015 – 1 tháng 4 năm 2019